# Jeneverbesdwergspanner
De jeneverbesdwergspanner (Eupithecia pusillata) is een nachtvlinder uit de familie van de spanners, de Geometridae. De voorvleugellengte bedraagt tussen de 9 en 11 millimeter. De soort komt verspreid over Europa en Rusland voor. Hij overwintert als ei.

## Waardplanten
De jeneverbesdwergspanner heeft jeneverbes als waardplant.

## Voorkomen in Nederland en België
De jeneverbesdwergspanner is in Nederland en België een zeldzame soort, die verspreid over het hele gebied kan worden gezien. De vlinder kent jaarlijks één generatie die vliegt van halverwege juni tot en met september.